# 広島県道366号西浦三庄田熊線
広島県道366号西浦三庄田熊線（ひろしまけんどう366ごう にしうらみつのしょうたくません）は、広島県尾道市を通る一般県道である。

## 概要
尾道市因島中庄町から尾道市因島田熊町に至る。因島をほぼ一周する。

### 路線データ
- 起点：尾道市因島中庄町（要橋西詰交差点、国道317号交点）
- 終点：尾道市因島田熊町（金山フェリー前交差点、国道317号交点）
- 実延長：約24.9 km[要出典]

## 歴史
- 1972年（昭和47年）
  - 3月21日 - 広島県告示第236号により認定される。

前身は広島県道尾道因島線と広島県道西浦三庄土生線であった。主要地方道だった広島県道尾道因島線が国道317号に昇格したこと[注釈 1]により廃止され、国道317号にならなかった部分（尾道市因島土生町・尾道市役所因島総合支所前 - 尾道市因島田熊町・金山フェリー前交差点間）と広島県道西浦三庄土生線が合体して現路線が成立した。
  - 11月1日 - 現行の路線番号に変更される。[要出典]
- 1991年（平成3年）12月8日 - 西瀬戸自動車道（瀬戸内しまなみ海道）生口橋が開通し、因島南IC（当時は仮出入口扱い）が供用を開始する。[要出典]
- 2006年（平成18年）1月10日 - 因島市が尾道市に編入されたことにより全区間が尾道市域を通る路線になり、併せて起終点の地名表記も変更される。

## 路線状況
ほぼ整備が完成しているが、因島東岸部の因島水軍スカイライン区間は狭隘箇所があり、大型車の通行は困難である。

### 通称
- 因島水軍スカイライン（尾道市因島大浜町 - 尾道市因島三庄町）

### 重複区間
- 国道317号（尾道市因島大浜町 地内）
- 広島県道466号向島因島瀬戸田自転車道線（尾道市因島大浜町 地内）

### 道路施設

#### 橋梁
- 東西川（重井川、尾道市）
- 第三久保田橋（倉崎川、尾道市、国道317号重複区間内）
- 第二久保田橋（尾道市、国道317号重複区間内）
- 中浜橋（尾道市）
- 新入川橋（大川、尾道市）
- 明治橋（尾道市）

#### トンネル
- 安郷トンネル：延長156 m、1974年（昭和49年）竣工、尾道市因島土生町

## 地理

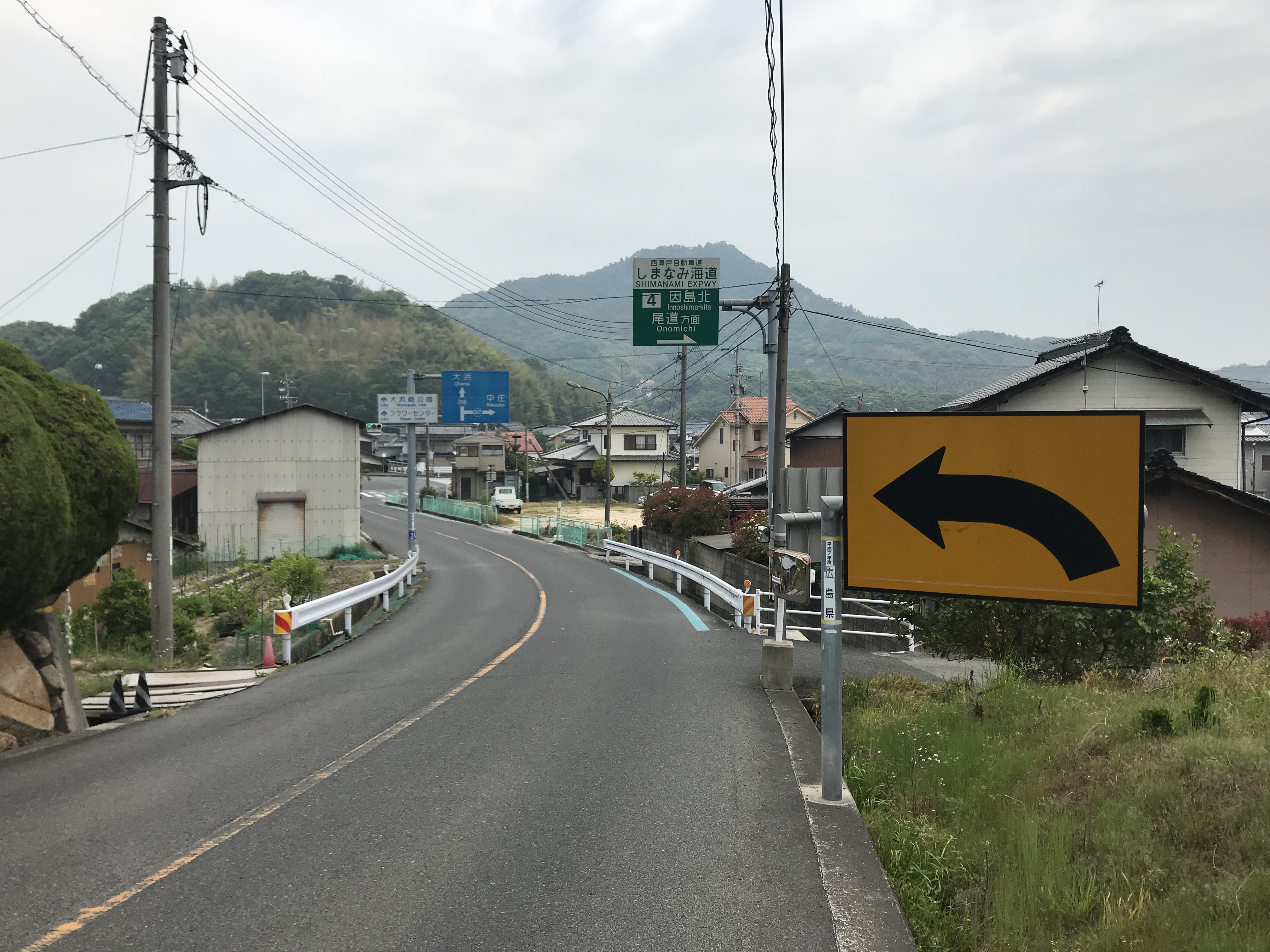
因島重井町、重井港付近

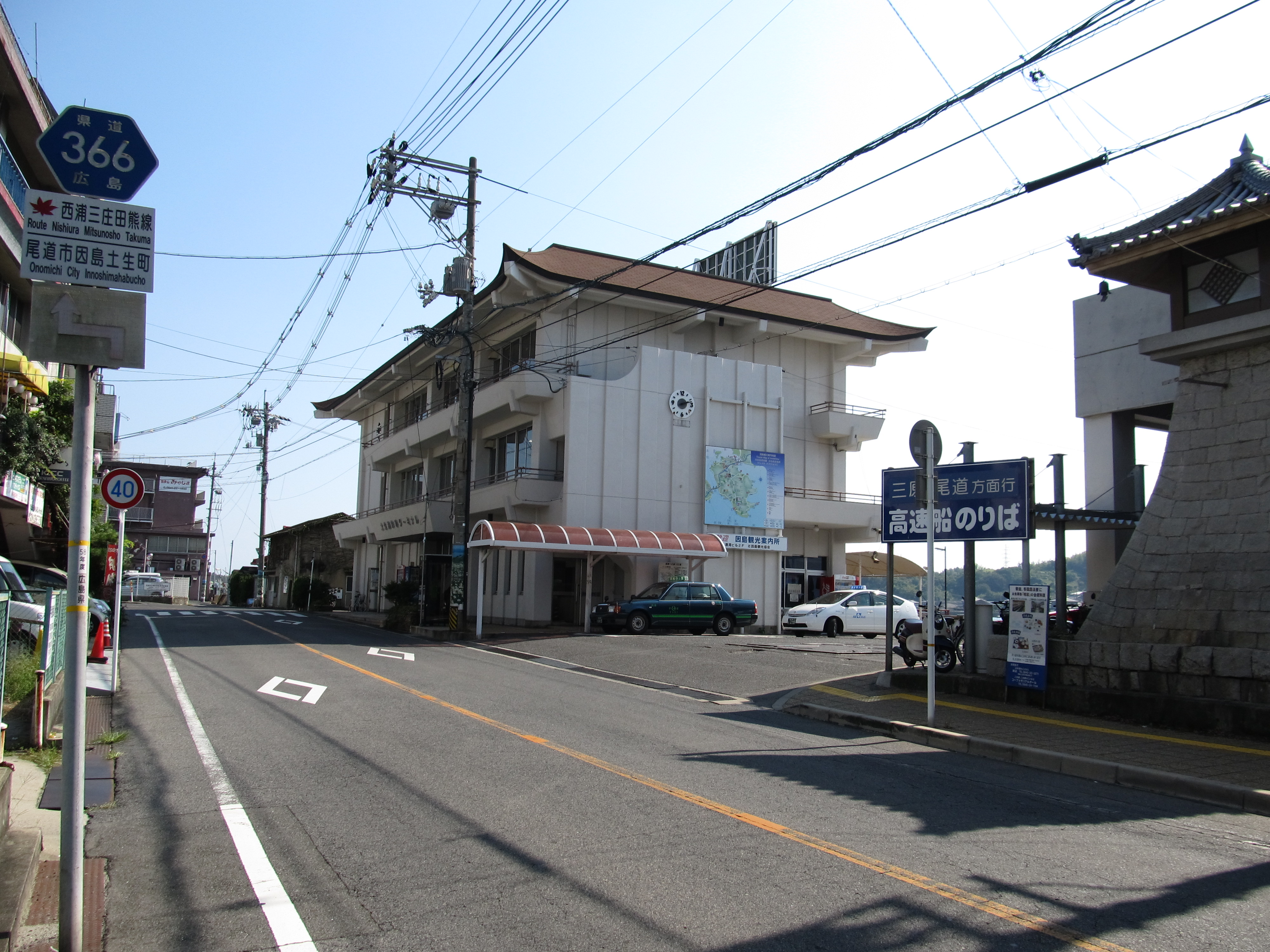
因島土生町、土生港付近

### 通過する自治体
- 尾道市

### 交差する道路
| 交差する道路                                         | 交差する場所 | 交差する場所                |
| ---------------------------------------------------- | ------------ | --------------------------- |
| 国道317号 広島県道466号向島因島瀬戸田自転車道線 重複 | 因島中庄町   | 要橋西詰交差点 / 起点       |
| 広島県道367号中庄重井線                              | 因島重井町   | 重井東西橋交差点            |
| 国道317号 重複区間起点                               | 因島大浜町   |                             |
| 国道317号 重複区間終点                               | 因島大浜町   |                             |
| 広島県道466号向島因島瀬戸田自転車道線 重複区間起点   | 因島大浜町   |                             |
| 広島県道466号向島因島瀬戸田自転車道線 重複区間終点   | 因島大浜町   |                             |
| 広島県道120号中庄土生線                              | 因島土生町   | 湊大橋交差点                |
| 国道317号                                            | 因島田熊町   | 金山フェリー前交差点 / 終点 |

### 沿線
施設
- 因島運動公園
- 広島県立因島高等学校
- 重井西港
- 重井東港
- 家老渡港
- 日立造船 因島工場
- E76 西瀬戸自動車道 大浜PA
- 広島県立尾道特別支援学校 しまなみ分校
- 長崎桟橋
- 因島警察署
- 土生港
- 因島郵便局
- 因島消防署
- 尾道市役所 因島総合支所
- 因島市民会館
- 芸予文化情報センター・尾道市立因島図書館
- 金山港

名所・旧跡・観光地
- 尾道市因島フラワーセンター
- 白滝山
- 大浜アメニティ公園・しまなみビーチ
- 大浜埼・大浜埼灯台
- 瀬戸内しまなみ海道（因島大橋・生口橋）
- 因島大橋記念公園
- 本因坊秀策の碑・秀策記念館
- 椋の里ゆうあいランド
- 地蔵鼻
- 因島公園